# 23 Dywizja Grenadierów Pancernych SS „Nederland”
23 Dywizja Grenadierów Pancernych SS „Nederland” – dywizja grenadierów pancernych Waffen-SS złożona z ochotników holenderskich.

## Historia

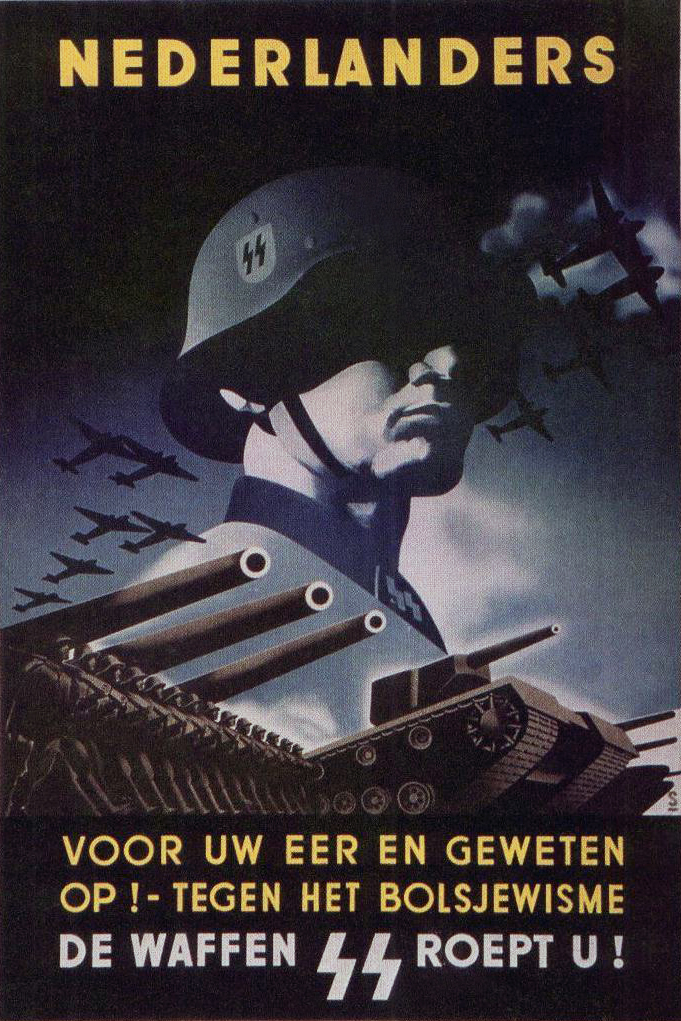
Plakat propagandowy dywizji

23 Dywizja powstała dopiero w styczniu 1945 roku. Swój numer odziedziczyła po niefortunnej Dywizji „Kama”.
Dywizja „Nederland” powstała w oparciu o 4 Ochotniczą Brygadę Grenadierów Pancernych SS „Nederland”, która miała już za sobą długi szlak bojowy. Powstała w maju 1943 roku brygada walczyła w Jugosławii, pod Leningradem, w Estonii i na Łotwie. Odcięta na półwyspie kurlandzkim została przerzucona w styczniu 1945 roku do Niemiec, i tam właśnie przekształcono ją w dywizję.
W lutym holenderską jednostkę skierowano na Pomorze, gdzie toczyła boje z wojskami radzieckimi i polskimi. Walczyła pod Szczecinem, a potem w okolicach Berlina. Tylko nieliczni jej żołnierze przedarli się na zachód. Większość zginęła w walce lub została rozstrzelana po wzięciu do niewoli.
W ostatnim okresie wojny była jedną z najlepszych hitlerowskich dywizji. W ciągu kilku miesięcy jej żołnierze otrzymali aż 20 Krzyży Rycerskich Żelaznego Krzyża (dla porównania żołnierze elitarnej Dywizji „Leibstandarte SS Adolf Hitler” w ciągu całej wojny otrzymali ich 58). Podlegała III Korpusowi Pancernemu SS z Grupy Armii Wisła.

## Dowódca
- SS-Brigadeführer Jürgen Wagner (10 lutego 1945 – 1 maja 1945)

## Skład
- 48 Ochotniczy Pułk Grenadierów Pancernych SS „General Seyffard”
- 49 Ochotniczy Pułk Grenadierów Pancernych SS „De Ruiter”
- 54 Pułk Artylerii
- jednostki dywizyjne (o numerach 54)